# M.C.U.D
Paulo Sergio Gomez (4 de abril de 1962) también conocido como M.C.U.D.("MC Underdog") es un rapero estadounidense de asendencia brasileña y líder de la banda de Nü Metal , Rapcore (həd) p.e.

## Biografía
Nacido como Paulo Sergio Gomes, de madre brasileña y padre de ascendencia afro-brasileña. Se reunió con el guitarrista Wes Geer en medio de la escena hardcore punk de Orange County, y los dos formaron una banda, reclutaron Chizad guitarrista, bajista Mawk, BC baterista Vaught y productos DJ © 1969. Nombraron al grupo "Hed", que significa "educación superior". La banda construyó un siguiente sobre la base de actuaciones energéticas en los lugares locales como el Club 369, y lanzó el juego extendido autofinanciada, Iglesia de las realidades. Cuestiones jurídicas Hed forzado a cambiar su nombre, añadiendo "PE" (Planet Earth).
Gomes ha expresado su interés en grabar un álbum como solista en el género del hip hop, afirmando que "me gustaría, pero tengo que encontrar el tiempo para hacerlo. Sólo tengo que conseguir mi disciplina abajo y usar mi tiempo más sabiamente que viendo Southpark durante ocho horas seguidas. "En 2007, Gomes apareció en sexto álbum de estudio Twiztid, el Día de los independientes, contribuyendo a la pista "Shit'z débil Out". Según Gomes, que había discutido previamente apariciones en discos como solista de System of a Down Odadjian el bajista Shavo Korn y guitarrista James Shaffer, pero los proyectos se había caído. Jared es también un Juggalo bien conocida y ha asistido a varios eventos expedientes psicopáticos.
Creó un proyecto de Reggae en solitario en donde hasta el momento solo posee un EP llamado UNITE.

## Discografía
- Broke (2000)
- Blackout (2003)
- Only in Amerika (2004)
- Back 2 Base X (2006)
- Insomnia (2007)
- New World Orphans (2009)
- Truth Rising (2010)
- Evolution (2014)

## Proyecto en solitario
- UNITE (EP) (2012)